# 1981 à Terre-Neuve-et-Labrador
Chronologie de Terre-Neuve-et-Labrador
- 1977
- 1978
- 1979
- 1980
- 1981
- 1982
- 1983
- 1984
- 1985

Cette page concerne des événements survenus en 1981 dans la province canadienne de Terre-Neuve-et-Labrador.

## Politique
- Premier ministre : Brian Peckford
- Chef de l'Opposition :
- Lieutenant-gouverneur :
- Législature :